# 中村正治
中村 正治（なかむら まさはる、1967年 - ） は、日本の化学者。京都大学化学研究所附属元素科学国際研究センター長・教授、ハーバード大学客員教授を歴任。

## 人物・経歴
東京都杉並区生まれ。1986年東京都立西高等学校卒業。1991年東京理科大学理学部第一部応用化学科卒業。1993年東京工業大学大学院理工学研究科化学専攻修士課程修了、日本学術振興会特別研究員。1996年東京工業大学大学院理工学研究科化学専攻博士後期課程修了。中村栄一研究室出身。同年東京大学大学院理学系研究科化学専攻化学科助手。1999年ハーバード大学客員教授（エリック・ジェイコブセン研究室）。2002年東京大学大学院理学系研究科化学専攻化学科講師。2004年東京大学大学院理学系研究科化学専攻化学科助教授。2006年京都大学化学研究所附属元素科学国際研究センター教授。2021年京都大学化学研究所附属元素科学国際研究センターセンター長。

## 受賞
- 2001年	日本化学会進歩賞受賞[2][3]
- 2005年 Banyu Young Chemist Award[2][3]
- 2005年 有機合成化学協会研究企画賞[2][3]
- 2006年 Asian Core Program Lectureship Award (Hong Kong) [2][3]
- 2006年 Asian Core Program Lectureship Award (China) [2][3]
- 2006年 Banyu Young Chemist Award[2][3]
- 2017年 日本化学会学術賞[2][3]
- 2019年 有機合成化学協会企業冠賞（日産化学新反応新手法賞）[2][3]